# Frédéric-Jérôme de La Rochefoucauld
Frédéric-Jérôme de La Rochefoucauld de Roye (Versailles, 16 luglio 1701 – Parigi, 29 aprile 1757) è stato un cardinale, arcivescovo cattolico e abate francese, creato cardinale da papa Benedetto XIV.
Era figlio di Francesco II de La Rochefoucauld de Roye e della di lui consorte Catherine Françoise d'Arpajon.

## Biografia

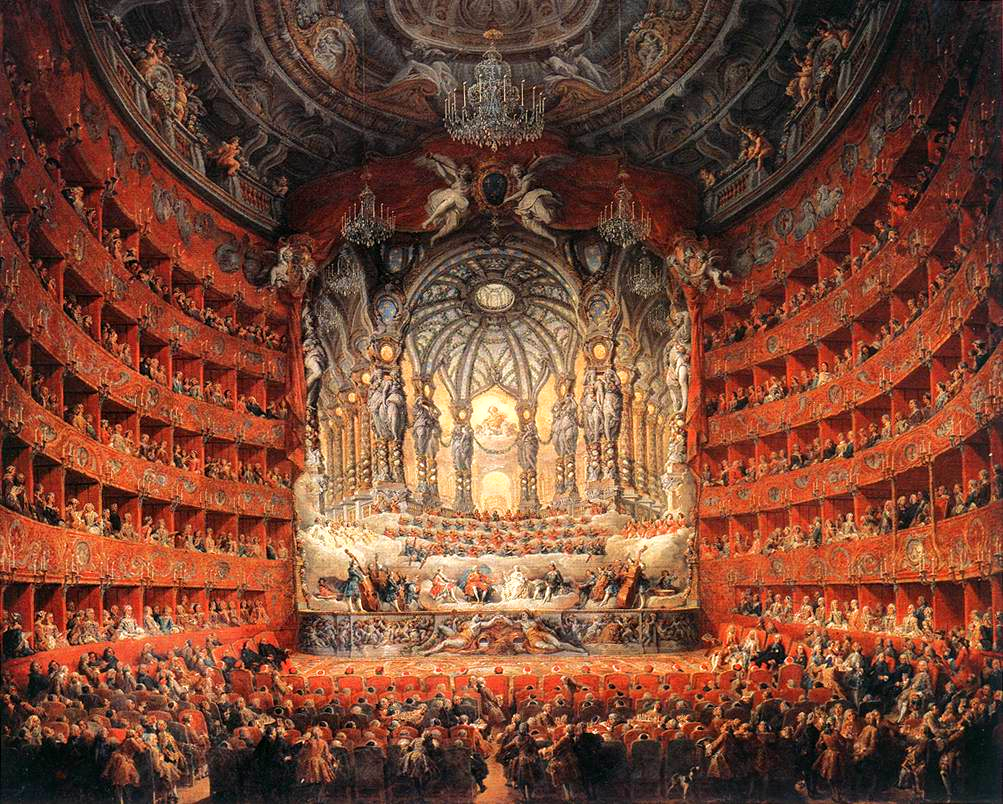
Festa offerta dal cardinale de La Rochefoucauld al Teatro Argentina di Roma in onore del matrimonio del delfino di Francia (1747)

Feéderic-Jerôme de La Rochefoucauld nacque a Versailles il 16 luglio 1701. Egli fu destinato fin dalla tenera età alla carriera ecclesiastica.
Nel novembre del 1717 fu nominato abate di Saint-Romain de Blaye e nel maggio 1722 abate di Beauport, poi priore di Lanville e successivamente di Notre-Dame-de-Bonne-Nouvelle a Parigi e nell'aprile 1732 priore di La Charité-sur-Loire.
Fu poi vicario generale dell'arcivescovo di Rouen, monsignor Louis de La Vergne de Tressan.
Il 27 giugno 1729 fu nominato arcivescovo di Bourges a seguito delle dimissioni del cardinale Léon Potier de Gesvres.
Il 29 settembre 1738 fu eletto coadiutore del cardinale Henri-Osvald de la Tour d'Auvergne de Bouillon, abate di Cluny.
Nel 1747, alla morte del cardinale de La Tour d'Auvergne, gli succedette come abate di Cluny. Egli fece ricostruire l'abbazia e ne presiedette i capitoli generali degli anni 1750, 1753 e 1756.
Il 2 febbraio del 1742 fu nominato commendatore dell'Ordine dello Spirito Santo. La sua reputazione lo fece scegliere come presidente dell'assemblea del Clero che si tenne nell'aprile 1742, ottenendo anche il privilegio di prepararla direttamente con il re invece che con i suoi ministri. Nello stesso anno fu nominato Grande elemosiniere di Francia. Nel 1745 Luigi XV lo nominò ambasciatore a Roma, presso papa Benedetto XIV in sostituzione dell'abate di Canillac.
Dato per candidato favorito alla carica di arcivescovo di Parigi, a causa della sua lontananza da Parigi gli venne tuttavia preferito nel 1746 Christophe de Beaumont du Repaire.
Papa Benedetto XIV lo nominò cardinale nel concistoro del 10 aprile 1747 con il titolo di cardinale presbitero di Sant'Agnese fuori le mura e nel dicembre di quell'anno fu richiamato a Parigi.
Nel 1755, alla morte di Monsignor de Mirepoix, il re diede segno della sua preferenza per il La Rochefoucauld incaricandolo di redigere l'elenco dei benefici.
Nello stesso anno divenne abate di Saint-Wandrille de Fontanelle.

## Genealogia episcopale e successione apostolica
La genealogia episcopale è:
- Cardinale Scipione Rebiba
- Cardinale Giulio Antonio Santori
- Cardinale Girolamo Bernerio, O.P.
- Arcivescovo Galeazzo Sanvitale
- Cardinale Ludovico Ludovisi
- Cardinale Luigi Caetani
- Vescovo Giovanni Battista Scanaroli
- Cardinale Antonio Barberini, O.S.Io.Hieros.
- Arcivescovo Charles-Maurice Le Tellier
- Arcivescovo Jean-Baptiste-Michel Colbert de Saint-Pouange
- Vescovo Olivier Jégou de Kervilio
- Arcivescovo Louis de La Vergne-Montenard de Tressan
- Cardinale Frédéric-Jérôme de La Rochefoucauld

La successione apostolica è:
- Vescovo Jean-Gaspard-Gilbert de Chabannas (1736)
- Vescovo Jean-Gilles du Coêtlosquet (1740)
- Arcivescovo Claude-Marc-Antoine d'Apchon de Corgenon (1755)
- Vescovo Gaspard de Tressemanes de Brunet (1755)
- Cardinale Louis-César-Constantin de Rohan-Guémené-Montbazon (1757)